# (407228) 2009 WY10
(407228) 2009 WY10 es un asteroide perteneciente al cinturón de asteroides, descubierto el 20 de noviembre de 2009 por Dmitri Chestnov y el también astrónomo Artiom Novichónok desde el Observatorio Tzec Maun Mayhill, Nuevo México, Estados Unidos.

## Designación y nombre
Designado provisionalmente como 2009 WY10.

## Características orbitales
2009 WY10 está situado a una distancia media del Sol de 3,168 ua, pudiendo alejarse hasta 3,603 ua y acercarse hasta 2,733 ua. Su excentricidad es 0,137 y la inclinación orbital 6,461 grados. Emplea 2060,20 días en completar una órbita alrededor del Sol.
Los próximos acercamientos a la órbita de Júpiter se producirán el 31 de mayo de 2029, el 14 de febrero de 2040 y el 1 de noviembre de 2050.

## Características físicas
La magnitud absoluta de 2009 WY10 es 16. Tiene 4 km de diámetro y su albedo se estima en 0,096.